# كينجي فوجيساوا
كينجي فوجيساوا (藤澤健至 فوجيساوا كينجي) هو ملحن وعازف جيتار ياباني ولد في 18 يوليو في محافظة غونما.

## أعماله في الأنمي

### مسلسلات أنمي تلفزيونية
- ناروتو شيبودن (ضمن يايبا)
- بوروتو: ناروتو نكست جينيريشنز (ضمن يايبا)
- النمر المقنع دبليو (ضمن يايبا)
- فتاة الجحيم: الإبريق ثلاثي القوائم (بالتعاون مع ياسوهارو تاكاناشي و هيرومي ميزوتاني)
- بيلزيباب (بالتعاون مع ياسوهارو تاكاناشي)
- حكايات آن (بالتعاون مع ياسوهارو تاكاناشي وهيرومي ميزوتاني)
- نانباكا
- هياكو (بالتعاون مع تسونكو، ياسوهارو تاكاناشي وهيرومي ميزوتاني)
- غيغيغي نو كيتارو (2018) (ضمن يايبا)

### أنمي الإنترنت
- باكي (2018)
- نينجا سلاير فروم أنيميشن (بالتعاون مع شنئتشي أوسوا)

### أوفا أنمي
- وايلد أدابتر

### أفلام أنمي
- ناروتو شيبودن: الطريق إلى النينجا (ضمن يايبا)
- الأخير: ناروتو الفيلم (ضمن يايبا)

## أعماله في ألعاب الفيديو
- جاي-ستارز فيكتوري فيرسيس (ضمن Team MAX)

## وصلات خارجية
- كينجي فوجيساوا على موقع IMDb (الإنجليزية)
- كينجي فوجيساوا على موقع ميوزك برينز (الإنجليزية)
- كينجي فوجيساوا على موقع ديسكوغز (الإنجليزية)
- كينجي فوجيساوا على موقع قاعدة بيانات الفيلم (الإنجليزية)

- صفحة IMDb